# ميكي كالاواي
ميكي كالاواي (بالإنجليزية: Mickey Callaway)‏ هو مدرب كرة القاعدة ‏ أمريكي، ولد في 13 مايو 1975 في ممفيس في الولايات المتحدة.

## وصلات خارجية
- ميكي كالاواي على موقع دوري كرة القاعدة الرئيسي (الإنجليزية)
- ميكي كالاواي على موقع دوري كوريا الجنوبية لكرة القاعدة (الإنجليزية)
- ميكي كالاواي على موقعبيزبول رفرنس.كوم (الدوري الرئيسي) (الإنجليزية)
- ميكي كالاواي على موقعبيزبول رفرنس.كوم (الدوري الثانوي) (الإنجليزية)
- ميكي كالاواي على موقع إي إس بي إن.كوم (أم.أل.بي) (الإنجليزية)
- ميكي كالاواي على موقع مشجعي الرسوم البيانية (الإنجليزية)